# Anglo-normanno (cavallo)
L'anglo-normanno è un cavallo da esercito e da campagna, ma è adatto anche quando è usato come tiro leggero oppure per il lavoro, oltre che nello sport.

## Aspetti morfologici e di origine
- Paese di origine: Francia.

- Carattere: docile, resistente e versatile.
- Altezza al garrese: circa 160 cm.
- Mantelli: grigio, baio e sauro.
- Tipo: meso-dolicomorfo.
- Peso medio: 500 kg.

Nel complesso è un cavallo nobile e compatto, dalle forme marcate. Testa ben dritta, incollatura forte e groppa lunga e possente.